# Laguna de Sayula
La laguna de Sayula es una laguna salada ubicada en la región Sur de Jalisco, aproximadamente a 60 km de Guadalajara. Se ubica enclavada en los municipios de Sayula, Zacoalco de Torres, Amacueca, Teocuitatlán de Corona, Atoyac y Techaluta de Montenegro. 
La laguna vive una degradación gradual desde 1994 pero aún mantiene riqueza de flora y fauna. El 2 de febrero de 2004, la laguna fue declarada sitio Ramsar.

## Medio físico

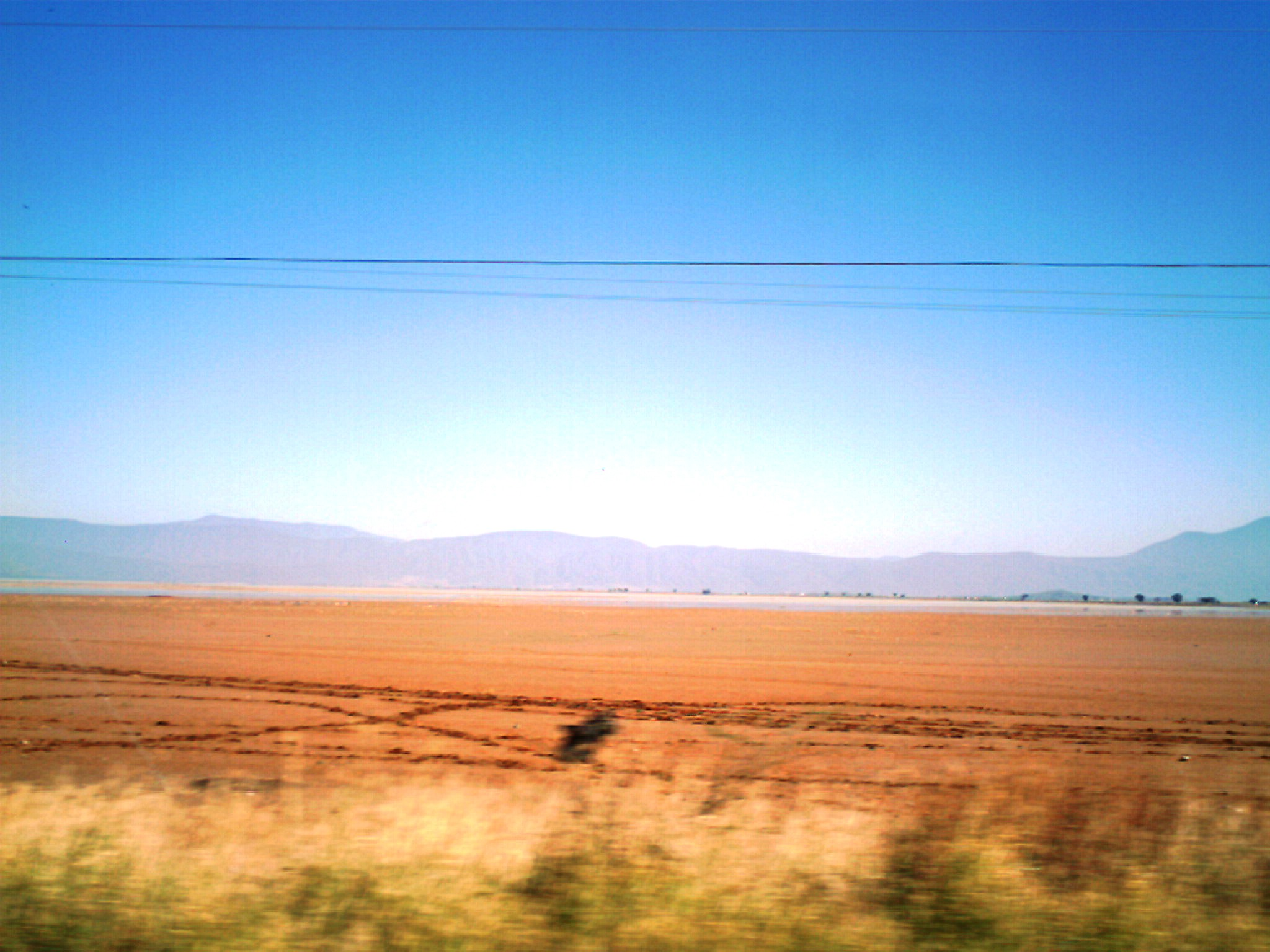
Laguna de Sayula.

### Ubicación geográfica
La laguna de Sayula se encuentra en el Sistema de Fosas Zacoalco-Guzmán, ubicado justo entre la Sierra de Tapalpa y la Sierra de Mazamitla, se ubica en la parte central de la Región Sur de Jalisco. Sus coordenadas extremas son:
- norte 20°10′30.19″N 103°30′06.84″O / 20.1750528, -103.5019000
- oeste 19°57′20.70″N 103°36′41.53″O / 19.9557500, -103.6115361
- sur 19°53′40.79″N 103°34′33.12″O / 19.8946639, -103.5758667
- este 20°05′58.62″N 103°28′31.05″O / 20.0996167, -103.4752917

Tiene una superficie de 168 km² con un ancho máximo de 8,34 km y mínimo de 2 km y un largo máximo de 31,17 km y una altura de 1350 m s. n. m. Cuenta con dos islas, llamadas isla Chica e isla Grande, de formas ovaladas de menos de 1 km² cada una. Tiene un litoral aproximado de 90 km de una profundidad máxima de 2 m.
Se encuentra en territorio de los municipios de Sayula, Amacueca, Techaluta de Montenegro y Atoyac.

### Hidrografía del lago
La Laguna de Sayula es un humedal con clasificación Ramsar (sitio de importancia internacional para la conservación de aves), los humedales son ecosistemas donde el agua es el principal factor controlador del medio, la vida vegetal y animal asociada a él.
Los lagos de la cuenca cerrada de Sayula-Atotonilco forman parte de los lagos endorreicos del eje neovolcánico. En particular la laguna de Sayula es de gran importancia debido a la importante función que tiene en relación con los hábitos migratorios de aves de Norteamérica.

### Flora
Dado que la laguna es salada, alrededor de ella se desarrolla principalmente la vegetación halófila, que es vegetación que crece sobre un suelo salado. Le siguen otras plantas bajas que rodean toda la laguna. La vegetación acuática no es muy grande y solo se dan en los pequeños espacios de agua dulce de la laguna. El bosque tropical caducifolio se ubica en las partes altas que rodean a la laguna y en las islas de esta.
Todas las especies de flora que rodean al vaso lacustre son:
- Zacates salados (Distichlis spicata y Sporobolus pyramidatus)
- Cenicilla (Sesuvium portulacastrum)
- Romérito (Suaeda torreyana)
- Mezquite (Prosopis laevigata)
- Guamúchil (Pithecelobium dulce)
- Huizache (Vachellia farnesiana)
- Tules (Thypha dominguensis)
- Baraima (Bacopa monieri)
- Lenteja de agua (Lemna gibba)
- Papelillos (Bursera fagaroides)
- Flor de Mayo (Plumeria rubra)
- Órgano (Isolatocereus dumortierii)
- Helechos (Cheilanthes sinuata)
- Biznaguitas (Mammillaria scrippciana)
- Heno (Tillandsia recurvata)
- Higueras (Ficus goldmanii)
- Amates (Ficus insipida)
- Zalates (Ficus padifolia)

### Fauna
La fauna de la laguna es variada; es frecuente ver aves, principalmente durante el invierno, de las especies Chen caerulescens y Chorlito tildío Charadrius vociferus, además de tortugas, halcones, águilas e insectos.

## La sociedad en la laguna

### La laguna en la historia
Durante la época prehispánica, en la Laguna se desarrollaron varios pueblos. Esta historia se divide en cuatro fases:
- Fase Usmajac: Desde el 200 a. C. hasta el 200 d. C., en este periodo se distinguen el desarrollo de la agricultura sobre terrazas y la construcción de tumbas de tiro. Sus artesanías mantenían figuras geométricas y pintados con rojo sobre un fondo crema o café.
- Fase Verdía: Desde el año 0 hasta el año 450, se distinguió por asentamientos al norte de la laguna y por artesanías de barro con líneas rojas paralelas sobre un fondo café o crema.
- Fase Sayula: Desde 450 hasta el 1100, desde este periodo ya se muestran indicios de una planificación social bien estructurada. Comprendía todo el vaso lacustre y se asentaba tanto en las primeras terrazas así como en las colinas además de que ya producían sal con lo que llamaron cuencos salineros Sayula, pozos sobre la tierra con aspecto de olla. Desde este periodo se desarrolló la arquitectura planificada y monumental además de que se hacían trabajos con obsidiana. Su cerámica no varío, se mantuvo en los mismos colores, solo se incluyó el color naranja.
- Fase Amacueca: Desde el 1100 hasta el 1530. Sigue habiendo indicios de arquitectura monumental, pero ya no se tienen construcciones. La industria de sal continúa siendo importante en toda la región. Esta fase se divide en dos:
  - Fase Temprana, desde el 1100 hasta el 1300. En este periodo la región que rodeaba al vaso lacustre era completamente independiente.
  - Fase Tardía, desde el 1300 hasta 1530. En esta fase, la región fue incorporada al estado de Tarasco, haciendo evidencia de segregación étnica, lo que se ve reflejado en cerámica encontrada de regiones michoacanas.

#### Arqueología
Alrededor de la laguna se han encontrado 170 centros arqueológicos incluidos centros con planes planificados.